# Pachycerina alutacea
Pachycerina alutacea är en tvåvingeart som beskrevs av Shatalkin 1999. Pachycerina alutacea ingår i släktet Pachycerina och familjen lövflugor. Inga underarter finns listade i Catalogue of Life.